# Quincy Troupe
Quincy Thomas Troupe Jr. (Saint Louis, 22 luglio 1939) è un poeta, scrittore e giornalista statunitense.
Troupe è famoso anche al di fuori dell'ambito poetico e letterario per essere stato il biografo di Miles Davis.

## Opere
- The Architecture of Language, poems, Coffee House Press, (October 2006)
- Little Stevie Wonder, A children's book, Houghton-Mifflin, (March, 2005)
- Transcircularities; New and Selected Poems, Coffee House Press, October, 2002
- Take it to the hoop Magic Johnson, a children's book published by Jump At The Sun, a division of Hyperion/Disney Books of Children, 2001
- Miles and Me; A Memoir. Hardcover edition, University of California Press, 2000
- Choruses, poems, Coffee House Press, 1999
- Avalanche, poems, Coffee House Press, 1996
- Weather Reports: New and Selected Poems, Harlem River Press, New York and London, 1991
- Miles: The Autobiography of Miles Davis with Quincy Troupe, Co-author, Simon & Schuster, New York, 1989
- James Baldwin: The Legacy, Quincy Troupe, ed., Touchstone Press (Simon & Schuster), New York 1989
- Skulls Along the River, poems, Quincy Troupe, I. Reed Books, New York, 1984
- Snake-Back Solos: Selected Poems 1969-1977, Quincy Troupe, I. Reed Books, New York, 1979
- The Inside Story of TV's Roots, Quincy Troupe and David L. Wolper, Warner Books, New York, 1978
- Giant Talk: An Anthology of Third World Writing, Rainer Schulte and Quincy Troupe, eds., Random House, New York, 1972
- Embryo, Quincy Troupe, Balenmir House, New York, 1972
- Watts Poets and Writers, Quincy Troupe, ed., House of Respect, California, 1968

| Controllo di autorità | VIAF (EN) 100269725 · ISNI (EN) 0000 0003 7641 8772 · SBN CFIV115300 · Europeana agent/base/76928 · LCCN (EN) n79046276 · GND (DE) 123360560 · BNF (FR) cb11927158j (data) · J9U (EN, HE) 987007268892605171 · NDL (EN, JA) 00476331 |